# Baumann Brigadier
El Baumann Brigadier fue un prototipo de avión de transporte ligero estadounidense de finales de la década de 1940. Se trataba de un monoplano bimotor que, inusualmente, tenía una configuración propulsora. Sólo se construyeron dos ejemplares y los planes de producción nunca se concretaron.

## Diseño y desarrollo
Jack Baumann, que había trabajado para la Taylor Aircraft Company (que más tarde se convertiría en Piper Aircraft) y para Lockheed, fundó la Baumann Aircraft Corporation en Pacoima, Los Ángeles, California, en 1945.  Su primer diseño para la nueva empresa fue el B-250 Brigadier, un monoplano bimotor propulsor destinado al transporte ejecutivo. Era de construcción totalmente metálica, con alas en voladizo montadas semialtas y con los motores propulsores montados en góndolas en el ala. Una cabina cerrada albergaba a un piloto y a cuatro pasajeros, mientras que el avión estaba equipado con un tren de aterrizaje triciclo retráctil.
El primer prototipo, propulsado por dos motores de 93 kW (125 hp) (de ahí la designación B-250), voló el 20 de junio de 1947. Piper Aircraft estaba interesada en construir una versión tractora del Brigadier y compró el prototipo B-250 y sus planos, designándolo como PA-21, afirmando algunas fuentes que el mismo formó la base del Piper Apache, aunque otras fuentes afirman que Piper abandonó los trabajos en el PA-21 y que el Apache no estaba relacionado.
Baumann continuó el desarrollo del Brigadier propulsor, y el segundo ejemplar, el B-290, estaba equipado con motores Continental C-145 de 108 kW (145 hp), pero por lo demás era similar al B-250. El B-290, matriculado N90616, se estrelló al aterrizar en Pacoima el 8 de enero de 1953, dañando gravemente el fuselaje e hiriendo al piloto, Ward C. Vettel, y al ingeniero de vuelo, Thomas Cox. Para el B-290 estaba prevista una producción a razón de un avión por mes. El Brigadier fue elegido por Willard Ray Custer como base de su Custer CCW-5, que utilizaba el fuselaje y la cola del Brigadier, pero tenía un ala modificada con los motores alojados en conductos en forma de U, pero, aparte de los dos CCW-5, no hubo producción del B-290. Baumann continuó proponiendo versiones más potentes del Brigadier, pero no resultó en ningún fuselaje.

## Variantes
B-250 Brigadier
Prototipo inicial. Dos motores de 93 kW (125 hp).
B-290 Brigadier
Segundo prototipo más potente (dos motores de 108 kW (145 hp)).
B-360 Brigadier
Versión planeada con motores Lycoming de 130 kW (180 hp).
B-480 Super Brigadier
Versión ampliada planeada con motores Continental O-470 de 180 kW (240 hp).
Piper PA-21
Versión con motores en configuración tractora, abandonada.

## Especificaciones (B-290)
Referencia datos: Jane's All The World's Aircraft 1953–54.

### Características generales
- Tripulación: Uno (piloto)
- Capacidad: 4 pasajeros
- Longitud: 8,4 m (27,4 ft)
- Envergadura: 12 m (39,4 ft)
- Altura: 3,1 m (10,2 ft)
- Superficie alar: 19,2 m² (206,7 ft²)
- Peso vacío: 998 kg (2199,6 lb)
- Peso cargado: 1588 kg (3500 lb)
- Planta motriz: 2× motor bóxer de 6 cilindros refrigerado por aire Continental C145-H.
  - Potencia: 108 kW (149 HP; 147 CV) cada uno.
- Hélices: 1× Sensenich bipala por motor.
- Capacidad de combustible: 300 L

### Rendimiento
- Velocidad máxima operativa (Vno): 310 km/h (193 MPH; 167 kt)
- Velocidad crucero (Vc): 266 km/h (165 MPH; 144 kt)
- Velocidad de entrada en pérdida (Vs): 72 km/h (45 MPH; 39 kt)
- Alcance: 1210 km (653 nmi; 752 mi)
- Techo de vuelo: 5500 m (18 045 ft)
- Régimen de ascenso: 6,4 m/s (1260 ft/min)

## Aeronaves relacionadas

### Desarrollos relacionados
- Custer CCW-5

### Secuencias de designación
- Secuencia PA-_ (interna de Piper): ← PA-18 - PA-19 - PA-20 - PA-21 - PA-22 - PA-23 - PA-24 →